# Deathcore
Deathcore este un subgen al metalului extrem, fiind o combinație între death metal și metalcore. 

## Caracteristici
Deathcoreul este înfluențat puternic de death metalul modern în ceea ce privește viteza și abordarea riffurilor cromatice, puternic palm muted, și disonanța. Deathcore este definit de breakdowns și, uneori, de riffuri melodice similare cu cele din metalcore. 

## Scurt istoric
Deși un hibrid timpuriu al genului death metalului și crossover thrash a fost practicat de trupa Repulsion din Michigan, veteranii de death metal din New York Suffocation și Dying Fetus din Maryland au fost printre primele trupe de death metal care au aplicat breakdown-urile în muzica lor.  În plus, trupa hardcore punk Earth Crisis a împrumutat mult de la death metal, la fel ca și Converge și Hatebreed. Înainte de înălțarea deathcoreului, trupe precum Abcess și Unseen Terror au folosit termenul pentru a descrie ceea ce au fost considerate a fi hibrizi hardcore punk și death metal. Germany's Blood a lansat, de asemenea, un demo în 1986 intitulat Deathcore, în timp ce o altă trupă germană, formată în 1987 și înrudită cu Germany's Blood, au folosit „Deathcore” ca nume de trupă.
Deathcore pare a fi cel mai cunoscut în sud-vestul Statelor Unite, în special în Arizona și California (mai ales în Coachella Valley), acestea fiind locul de origine al mai multor trupe notabile și al diferitelor festivaluri.

## Listă de artiști și formații deathcore
| - The Acacia Strain - A Different Breed of Killer - The Agonist - The Agony Scene - All Shall Perish - Animosity - Antagony - Arsonists Get All the Girls - Asesino - Belay My Last - The Black Dahlia Murder - Betraying the Martyrs - Born of Osiris - Bring Me the Horizon - Caliban - Carnifex - Chelsea Grin - The Concubine - The Crimson Armada - Cryptopsy - Dance Club Massacre - Dead Man in Reno - Deadwater Drowning - Design the Skyline - Despised Icon - Elysia - Emmure - Eternal Lord - The Faceless - Fit for an autopsy - Frontside - Glass Casket - God Forbid - Here Comes the Kraken - Impending Doom - In the Midst of Lions | - Job for a Cowboy - Killwhitneydead - King Conquer - Knights of the Abyss - Malefice - Make Them Suffer - Maroon - Mendeed - Molotov Solution - Mortal Treason - Motionless in White - My Bitter End - Nights Like These - Oceano - The Red Chord - The Red Death - The Red Shore - Rings of Saturn - Salt the Wound - See You Next Tuesday - Shot Down Sun - Suicide Silence - Through the Eyes of the Dead - Thy Art Is Murder - The Tony Danza Tapdance Extravaganza - Upon a Burning Body - Veil of Maya - We Are the End - We Butter the Bread with Butter - Whitechapel - Winds of Plague - With Blood Comes Cleansing |